# Helena Braunová
Helena Braunová, rozená Kučerová (23. srpna 1944 Velké Přítočno – 26. listopadu 2020 Český Krumlov), byla česká spisovatelka.

## Život
Po absolvování střední školy krátce pracovala ve spojených ocelárnách Poldi Kladno jako korespondentka. V roce 1963 odešla do Černé v Pošumaví, kde pracovala jako účetní na statku. V roce 1964 se přistěhovala do Českého Krumlova, žila a tvořila zde 56 let. Působila zde zpočátku v cestovní kanceláři jako průvodkyně. Nejprve bydlela v Klášterní ulici v domě č. p. 48. Počátkem sedmdesátých let pracovala v sekretariátu ředitele českokrumlovské Správy a údržby silnic. Po svatbě roku 1966 žila se svým manželem v areálu klášterů, poté až do své smrti v ulici Latrán č. p. 16.

## Dílo
Od svých 8 let tvořila básně a lehké povídky. Byla autorkou pohádek a povídek pro děti a pro dospělé ze Šumavy a českokrumlovského okolí. Častým motivem jejích prací jsou strašidla, vodníci, trpaslíci, víly a tajemno. Od svého manžela Benedikta Brauna převzala velké množství námětů pro svou práci. Své první pověsti vydávala v letech 1968 až 1973 v regionálních novinách Jiskra. Od roku 1973 do roku 1989 nesměla publikovat. Odůvodnění bylo takové, že svými pověstmi provádí ideologickou diverzi.
O historii Českého Krumlova hovořila v řadě filmových dokumentů. První se týkal dokumentu o hudební škole v Kostelní ulici. Druhým dokumentem byl dokument televize Prima Záhady a mystéria o Bílé paní. Dalšími byly dokumenty České televize o Bílé paní a o alchymistech v pořadu Záhady Toma Wizarda. V roce 1996 spolu se svým manželem figurovala ve filmu dokumentaristy Karla Vachka Cesta z Prahy do Českého Krumlova aneb Jak jsem sestavoval vládu.

### Knižní vydání
Helena Braunová je autorkou následujících knih:
- Šumavské pověsti (1991)
- Českokrumlovské tajemno (1997)
- Ein Stamm – Zwei Äste (1998, přispěvatelka)
- Das Mysterium von Krummau (1999)
- Českokrumlovské domy vyprávějí (2000)
- Terezka v říši pohádek (2002)
- Pohádky z Pohádkového domu (2004)
- Láska a hřích Oldřicha z Rožmberka – l.díl (2005)
- Láska a hřích Oldřicha z Rožmberka – lI.díl (2006)
- Láska a hřích Oldřicha z Rožmberka – IIl.díl (2007)
- Láska a hřích Oldřicha z Rožmberka – lV.díl (2009)
- Šumava, tichý svědek tajuplných příběhů (2010)[15]
- Pověsti a dávné příběhy města Velešína (2011, hlavní autorka)
- Českokrumlovský klášter vypravuje (2019)[16]

## Ocenění
- Cena města Český Krumlov za rok 2018.[17][7]

## Manžel Benedikt Braun
Byl synem vrchního zámeckého správce Benedikta Brauna. Narodil se 7. července 1923 na českokrumlovském zámku. Za kmotra mu šel syn tehdejšího majitele zámku, Adolf I. ze Schwarzenbergu. Během druhé světové války studoval ve Vídni, po válce byl zařazen do odsunu. Nakonec byl spolu se svou matkou Annou z transportu vyškrtnut. V roce 1966 se oženil s Helenou Braunovou. Až do své smrti žil v areálu českokrumlovských klášterů. Zemřel 4. května 1998 v Českém Krumlově.